# Дьяково (городской округ Семёновский)
Дья́ково — деревня в городском округе Семёновский. Входит в состав Медведевского сельсовета.

## Описание
Расположена в 5 км от административного центра сельсовета — деревни Медведево и 62 км от областного центра — Нижнего Новгорода.
| 2002 | 2010 |
| ---- | ---- |
| 342  | ↗360 |

## География
Деревня расположена на левом берегу безымянной речки, которая отделает деревню от города Семёнов.